# Emmanuel de Bom
Emmanuel de Bom (Antwerpen, 9 november 1868 - Kalmthout, 14 april 1953) was een Vlaams auteur, journalist en bibliothecaris.

## Levensloop
Na zijn middelbare studies werd De Bom in 1886 ambtenaar bij de stad Antwerpen. In 1891 stapte hij over naar de volksbibliotheek en eind 1892 naar de stadsbibliotheek, nu Erfgoedbibliotheek Hendrik Conscience, waar hij een lange loopbaan doorliep en hij benoemd werd tot hoofdbibliothecaris (1911-1918 & 1926-1933). Hij was daar onder meer de drijvende kracht van de grootschalige Conscience-herdenking van 1912 en legde de basis van wat later het Letterenhuis zou worden.
Hij werd in december 1918 na de Eerste Wereldoorlog ontslagen met verlies van pensioenrechten vanwege zijn flamingantische ideeën en enkele artikelen in de NRC-krant over 11 juli-vieringen in 1916 en 1917. Om den brode werd De Bom redacteur van De Vlaamsche Bibliotheek waar hij Ernest Claes' De Witte uitgaf. Vanaf 1920 werd hij ook cultureel verslaggever bij de Volksgazet van Camille Huysmans. Pas in 1926 werd hij dankzij onder meer August Van Cauwelaert in eer en functie hersteld. In 1933 werd hij als hoofdbibliothecaris opgevolgd door Lode Baekelmans.
De Bom was medestichter en redacteur van Van Nu en Straks in 1893 en Vlaanderen in 1903. Van 1904 tot 1940 was hij een Vlaams correspondent voor de Nieuwe Rotterdamsche Courant en redacteur bij de Volksgazet.

## Publicaties
Hij schreef een aantal romans, biografieën, essays en kritieken. Hiervoor gebruikte hij tientallen pseudoniemen. Tot zijn bekendere werken behoren Wrakken uit 1898 en Het levende Vlaanderen uit 1917. Wrakken wordt door vele literatuurwetenschappers beschouwd als de 'eerste Vlaamse psychologische stadsroman'. Biografieën van zijn hand verschenen over Henrik Ibsen, William Morris en Henri de Braekeleer.
- H. Ibsen (1893)
- Wrakken (1898)
- William Morris (1910)
- Het levende Vlaanderen (1917)
- Terugblik (1918)
- Heldere Gezichten (1920)
- Nieuw Vlaanderen (1925)
- Scheldelucht (1941)
- Het land van Hambeloke (1946)